# Vjekoslav Župančić
Vjekoslav Župančić (Zagreb, 7. veljače 1900. – Zagreb, 14. veljače 1971.) bio je hrvatski nogometaš i nogometni reprezentativac. Od 1943. do 1945. godine bio je posljednji predsjednik zagrebačkog HAŠK-a.

### Reprezentativna karijera
Za nogometnu reprezentaciju Kraljevine Jugoslavije odigrao je jednu utakmicu 1920. protiv Čehoslovačke (0:7) na Olimpijskim igrama u Antwerpenu.